# Loué
Loué è un comune francese di 2 050 abitanti situato nel dipartimento della Sarthe nella regione dei Paesi della Loira.
Il territorio comunale è bagnato dalle acque del fiume Vègre.

## Storia

### Simboli
Lo stemma stato adottato con delibera del consiglio comunale del 14 dicembre 1961.
Lo scudo, timbrato da corona murale, è sostenuto da due galli e posto su due fasci di spighe di grano incrociati in decusse sotto la punta.

## Società

### Evoluzione demografica
Abitanti censiti